# Ульянов Володимир Володимирович
Володимир Володимирович Ульянов (нар. 26 червня 1934 у м. Харків) — український науковець, фізик-теоретик, доктор фізико-математичних наук, професор-консультант кафедри теоретичної фізики імені академіка І. М. Ліфшиця ХНУ імені В. Н. Каразіна.
Є автором і співавтором книжок про вчених-фізиків, а також книжок циклу «Спогади фізика-теоретика», виданих до 200-річчя Харківського університету.

## Праці
Має понад 300 публікацій, серед яких статті, огляди, монографії, навчальні посібники, науково-популярні брошури.
Основні публікації:
1. Задачи по квантовой механике и квантовой статистике. — X.: Высшая школа, 1980. — 216с. (рос.)
2. Интегральные методы в квантовой механике. — X.: Высшая школа, 1982. — 160 с. (рос.)
3. Методы квантовой кинетики. — X.: Высшая школа, 1987. — 144 с. (рос.)
4. New methods in the theory of quantum spin systems / Ulyanov V. V, Zaslavskii О. B. // Phys. Rep. — 1992. — V. 216. — № 4. — P. 179—251. (рос.)
5. Вступ до квантової кінетики. — X.: ХНУ імені В. Н. Каразіна, 2004. — 164 с. (рос.)
6. Новые квазиточнорешаемые модели в квантовой теории спиновых систем. — X.: ХНУ імені В. Н. Каразіна, 2005. — 124 с. (Співавт. Ю. В. Василевська). (рос.)
7. Фракталы: от математики к физике. — Х.: ХНУ імені В. Н. Каразіна. Ч.1, 2005. — 52 с. (Співавт. О. М. Синельник); Ч.2, 2010. — 60 с (Співавт. А. В. Лимар). (рос.)
8. Компьютерные исследования квантовых явлений. — X.: ХНУ імені В. Н. Каразіна. Ч.1, 2011—120 с. (Співавт. М. В. Ульянов). (рос.)